# Helena Us
Helena Us (r. Lipovšek), slovenska biologinja in profesorica, * 17. september 1901, Ljubljana, † 27. november 1988, Ljubljana.

## Življenje in delo
Osnovno šolo (1907–16), 4 letnike učiteljišča (1916–20) in do 1922 še višjo realko je obiskovala v Ljubljani. Tu je tudi študirala biologijo, matematiko in opisno geometrijo na Filozofski fakulteti, ter 1926 diplomirala. Kot profesorica je bila zaposlena na učiteljišču v Ljubljani (1926–27), na gimnazijah v Prokuplju (1927–36), v Pirotu (1936–41), ter v Ljubljani (1945–62), kjer je bila od 1958–61 tudi honorarna  strokovna sodelavka za metodiko pouka biologije na biološkem odseku naravoslovne fakultete. V letih 1954–63 je bila pri Slovenskem geološkem društvu referentka za pouk geologije na gimnazijah. Njena pomembnejša dela so učbeniki, npr.: Geologija in mineralogija (1958), Geologija (1965) ter prevodi nekaterih tujih strokovnih tekstov.